# Bulun (Bulunski)
Bulun (russisch Булун; jakutisch Булуҥ, Bulung) ist eine ehemalige Siedlung in der Republik Sacha (Jakutien) in Russland.

## Geographie
Die Siedlung lag nördlich des Polarkreises am linken Ufer der dort über zwei Kilometer breiten Lena bei der Einmündung des gleichnamigen Nebenflusses Bulun. Sie befand sich knapp 1000 km Luftlinie nördlich der Republikhauptstadt Jakutsk und gut 100 km südsüdwestlich von Tiksi, des heutigen Verwaltungssitzes des Bulunski ulus. Fünf Kilometer flussaufwärts liegt am anderen Lenaufer das ewenkische Dorf Kjussjur.

## Geschichte

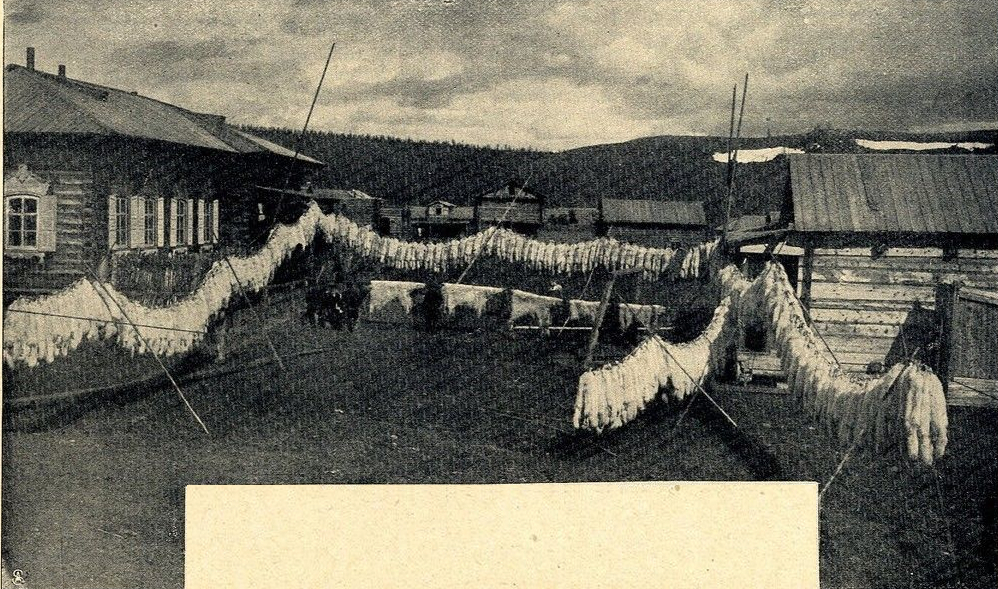
2500 zum Trocknen aufgehängte Eisfuchsfelle des größten nordsibirischen Fellhändlers in Bulun (Anfang 20. Jh.)

Über die Entstehung des Ortes ist nichts bekannt. In der zweiten Hälfte des 19. Jahrhunderts war der Ort trotz seiner weniger als 100 Einwohner der bedeutendste russische Siedlungspunkt an der unteren Lena. Neben verschiedenen Handelseinrichtungen befanden sich dort eine „Eingeborenen-Verwaltung“ (russisch инородческая управа inorodtscheskaja uprawa), eine Kirche, die dem Erzengel Michael geweiht war, und eine Landschule. Am 16. Juni 1924 wurde Bulun Verwaltungssitz des nach ihm benannten Bulunski okrug. Am 10. Dezember 1930 wurde der Okrug aufgelöst und auf seiner Grundlage vier Nationalrajons geschaffen, darunter der Bulunski rajon. Dessen Verwaltung wurde jedoch zugleich in das nahe Kjussjur verlegt, 1957 schließlich in das inzwischen weitaus bedeutendere Tiksi. Im gleichen Jahr wurde auch der Ort Bulun aufgegeben.
Auf dem Friedhof des Ortes ist das Grab des jakutischen Kaufmanns Jakow Sannikow (1844–1908) erhalten. Er war Enkel des Entdeckers Jakow Sannikow und unterstützte in den 1880er- und 1890er-Jahren finanziell und logistisch die Polarexpeditionen des Zoologen Alexander von Bunge (1851–1930) sowie von Eduard von Toll und Fridtjof Nansen, die zum Teil auch über Bulun führten. 1913 weilte der Ethnologe Oskar Iden-Zeller im Ort.